# فرنسيسكو باربا
فرنسيسكو باربا (بالإسبانية: Francisco Barba)‏ (7 أغسطس 1953 بالمكسيك - ) هو لاعب كرة قدم مكسيكي في مركز الدفاع، شارك في الألعاب الأولمبية الصيفية 1972. وشارك مع منتخب المكسيك لكرة القدم. أما مع النوادي، فقد لعب مع نادي أطلس ونادي غوادالاخارا ونادي مونتيري ونادي أورو وتامبيكو ماديرو.

## وصلات خارجية
- فرنسيسكو باربا على موقع عالم كرة القدم.نت (الإنجليزية)
- فرنسيسكو باربا على موقع أوليمبيديا (الإنجليزية)